# Фердинанд II (король Неаполю)
Фердинанд II (італ. Ferdinando II; 26 серпня 1469 — 7 вересня 1496) — король Неаполя і Єрусалиму у 1495—1496 роках.

## Біографія
Походив з династії Трастамара. Син Альфонсо II, короля Неаполя і Єрусалиму, й Іпполіти Марії Сфорци. Здобув гарну освіту при дворі свого діда Фердинанда I.
У 1495 році після зречення свого батька посів трон Неаполя. У цей час французькі війська на чолі із королем Карлом VIII Валуа вже перетнули Центральну Італію. Фердинанд II спробував організувати оборону, втім його війська у боях при річках Лірі й Гарільяно зазнали поразок. Слідом за цим Капую і Гаету захопили французи. Тоді в Неаполі виник заколот, що призвів до захоплення міста Карлом VIII. Спротив чинив лише Кастель-дель-Ово.
Король втік до Іскьї з флотом у 14 галер, частиною королівського почту. При підході до острова проти нього виступила місцева залога, командувач якої вже домовився з французами. Фердинанд II особисто його вбив при зустрічі, але вимушений був відступити до Сицилії.
Незабаром він вступив у союз із папою римським Олександром VI, до якого вступили імператор Максиміліан I Габсбург, Фердинанд II, король Арагону, Людовіко Сфорца, герцог Мілану, Венеційська республіка. Фердинанд II у 1496 році висадився в Калабрії, де підійшов до Семінари, де зазнав поразки від французів на чолі із Бернаром Стюартом д'Обіньї. Тому король рушив морем до Неаполя. На шляху зайняв о. Іскія, а потім при підтримці місцевого населення зайняв Неаполь.
Після цього за допомогою кастильського генерала Гонсало Фернандес де Кордова у битві при Ателла завдав рішучої поразки ворогу на чолі із герцогом Жильбером Бурбон-Монпансьє, після цього зумів відвоювати практичне усе Неаполітанське королівство. У серпні 1496 році одружився зі зведеною стрийною Хуаною Трастамара. Слідом за цим подружжя вирушило у весільну подорож, але у Сомма-Везув'яні король раптово захворів і помер 7 вересня того ж року. Владу успадкував його стрийко Фредерік.

## Сім'я
Дружина — Хуана, донька Фердинанда I Трастамара, короля Неаполя, та Хуани Трастмара Арагонської.
Дітей не було.